# Liparis mantidopsis
Liparis mantidopsis är en orkidéart som beskrevs av Dariusz Lucjan Szlachetko. Liparis mantidopsis ingår i släktet gulyxnen, och familjen orkidéer.
Artens utbredningsområde är Vietnam. Inga underarter finns listade i Catalogue of Life.